# Nikos Dabizas
Nikolaos Dabizas (în greacă Νίκος Νταμπίζας, n. 3 august 1973, Ptolemaΐda, Epir-Macedonia de Vest⁠(d), Grecia) este un fost fotbalist grec care a jucat pentru Newcastle United, Leicester City, Olympiacos și AEL ca fundaș. El a făcut parte din   echipa națională de fotbal a Greciei care a câștigat Campionatul European de Fotbal din 2004.

## Carieră

### Pontioi Verias
Dabizas și-a petrecut copilăria jucând fotbal și ajutându-și tatăl la firma acestuia. Primul său contact cu fotbalul a avut loc la vârsta de 16 ani, deși nu a visat niciodată să devină fotbalist profesionist. Cu toate acestea, soarta avea alte planuri pentru el. A jucat timp de un an ca amator la echipa locală din Amydeo numită Hermes, meciurile făcute de el fiind suficient de bune pentru a obține un transfer și primul contract de profesionist la vârsta 18 ani la o echipă din al treilea eșalon grec, Pontioi Veria, unde a rămas timp de trei sezoane consecutiv, jucând un an în divizia a treia și două în al doilea. La 21 de ani avea să primească o ofertă din partea lui Olympiacos, una dintre cele mai mari echipe din Grecia.

### Olympiakos
S-a mutat la Pireu și și-a ajutat noua sa echipă să câștige Superliga Greciei de două ori consecutiv, lucru pe nu îl reușise de zece ani. La Olympiakos a participat pentru prima dată în Liga Campionilor UEFA. După trei ani și jumătate cu Olympiacos, a primit o ofertă de la Newcastle United din Premier League.

### Newcastle United
În martie 1998, Dabizas a semnat cu Newcastle United, Olympiakos primind în schimbul său 2 milioane de lire sterline. Inițial a semnat un contract pe patru ani care trebuia să expire în 2002, dar acesta a fost prelungit, cu mult timp înainte să expire, până în iunie 2004. El a reușit să înscrie golul victoriei pentru Newcastle în partida încheiată scor 1-0 din derby-ul Tyne-Wear împotriva lui Sunderland de pe Stadium of Light din 24 februarie 2002. La Newcastle United a jucat în două finale de Cupa Angliei din 1998 și 1999.
Fiind lăsat în afara lotului din primăvara anului 2003, Dabizas nu a avut de ales decât să-și caute o nouă echipă la care să joace. Un accident de mașină l-a împiedicat să se transfere în timpul verii. Nu a prins niciun minut pentru Newcastle în următorul sezon, acceptând în cele din urmă o ofertă venită din partea lui Leicester City în ianuarie 2004.

### Leicester City și Euro 2004
Dabizas a jucat regulat pentru Leicester, care se lupta să rămână în Premier League, însă echipa nu a reușit să-și îndeplinească obiectivul și a retrogradat în Championship. Părea că va fi un nou sezon dezamăgitor, însă Dabizas a fost convocat la echipa națională a Greciei pentru Campionatul European de fotbal din 2004, însă nu a putut juca în niciun meci din cauza unei accidentări. Spre surprinderea tuturor, Grecia a câștigat turneul. După Euro 2004, Dabizas a ales să rămână la Leicester, în ciuda faptului că avea dreptul să rezilieze unilateral contractul dacă echipa sa retrograda. Dabizas a marcat de două ori în timpul perioadei sale la Leicester, odată împotriva lui Sheffield United, și din nou în Cupa Angliei împotriva lui Charlton Athletic.

### AEL
Dabizas a părăsit-o pe Leicester la sfârșitul contractului său în mai 2005. În august 2005, a semnat un acord pe trei ani cu AEL. În 2007, a câștigat cea de-a doua Cupă a Greciei din istoria  lui Larissa, după un meci bun făcut de el în finală, fiind căpitanul echipei. Dabizas a jucat în Cupa UEFA, ajungând în faza grupelor, eliminând-o pe Blackburn Rovers. În sezonul 2008-2009, echipa a terminat pe locul 5 în Superligă și echipa s-a clasat în campionat pe un loc care i-a asigurat participarea în calificările UEFA Europa League, însă a fost eliminată în a doua rundă de calificare de KR Reykjavík (1-1,0-2). Aici, Dabizas a jucat alături de Stelios Venetidis și Stelios Giannakopoulos, doi coechipieri din echipa națională a Greciei din Euro 2004, precum și alături de fostul coleg de echipă de la Newcastle United, Laurent Robert. După un început slab în sezonul 2009-2010, Larissa a terminat în cele din urmă la mijlocul clasamentului, iar Dabizas a semnat o prelungire a contractului pe un an, jucând cei mai mulți ani din carieră pentru Larissa. El și-a anunțat retragerea în 2011.

## Cariera administrativă

### OMONOIA Lefkosias
Dabizas a fost numit pe 30 martie 2016 director sportiv al echipei Omonoia Lefkosia.

## Titluri

### Internațional
Grecia
- UEFA Euro 2004: Campion